# Andrés Marcos Burriel y López
Andrés Marcos Burriel y López   (Buenache de Alarcón, 8 de desembre de 1719 - Conca, 19 de juny de 1762) fou un jesuïta, historiador, epigrafista i escriptor il·lustrat espanyol.

## Orígens
Andrés Burriel era fill del metge Miguel Burriel i d'Ana López de Gonzalo, també germà del jurista Pedro Andrés Burriel. La situació benestant de la família feu possible que estudiés al Col·legi Imperial de Madrid en 1728, de la Companyia de Jesús. Atret per l'orde, ingressà en el noviciat jesuïta de San Bernardo en 1731 i al Seminario de Letras Humanas de Villarejo de Fuentes en 1733.
Estudià filosofia a la Real Universidad de Toledo (1734) i teologia a Múrcia (1739). Fou professor de gramàtica a Toledo (1742), de filosofia a Madrid (1745) i director del Seminario de Nobles de Madrid (1746). El 1747, ensenyà filosofia al Colegio Máximo de la Companyia d'Alcalá de Henares, que hagué de deixar per a recuperar-se de la tuberculosi.
Mentre es recuperava va escriure el pròleg del tercer volum de La España Sagrada d'Enrique Flórez, que esdevé una lloa de la Universitat d'Alcalá i una biobibliografia dels autors que hi foren estudiants, uns 150.

## La Comissió d'Arxius
Burriel havia fet vot de marxar de missioner a Califòrnia si es guaria, però la Reial Acadèmia de la Història, a instància del rei Ferran VI i el ministre José de Carvajal, el van elegir per a dirigir la Comissió d'Arxius (1750-56) que havia de preparar l'edició crítica dels concilis hispànics, les inscripcions, cròniques, furs, etc. presents en arxius eclesiàstics, alhora que extreure'n els documents relatius a drets de regalia, per fer-los servir en els conflictes entre la Corona i la Cúria Romana. Per això, entre 1749 i 1756, va viatjar arreu d'Espanya i va recollir 13.664 documents (entre els quals 4.134 inscripcions i 2.021 monedes). El 1750, va reclassificar l'arxiu de la Catedral de Toledo, juntament amb Francisco Pérez Bayer.
El 1756 fou nomenat catedràtic de teologia a Toledo i, el 1760, de filosofia moral a Madrid. Per una ordre del nou secretari d'estat Ricardo Wall, hagué d'enviar tots els papers i documents relacionats amb la Comissió d'Arxius a la Biblioteca Real, malgrat que no havia pogut acabar el treball.
En epigrafia era partidari de la transcripció directa dels textos. Quan trobà el manuscrit de Francisco de Alarcón (1627) Piedras de sepulcros romanos hallados en Valera de Arriba(actualment Las Valeras), va anar-hi a comprovar les lectures in situ, abans d'enviar-les a Gregori Maians. Amb ell va mantenir correspondència i amistat, com també amb Enrique Flórez.

## Obres publicades
- Noticia de la California y de su conquista temporal y espiritual (Madrid, 1757, publicada després en anglès (1759) i francès (1767)).
- Informe de la ciudad de Toledo al Consejo de Castilla sobre igualación de pesos y medidas, 1758.
- Noticia de la California, 1758.
- Memorias para la vida del santo rey don Fernando III, 1762.
- Derechos del marqués de Aguilar. Privilegios. Noticias de los Pachecos de Alarcón, Belmonte... Biblioteca Nacional ms. 13.124.
- Hechos de los españoles en el santo concilio de Trento, publicat amb el nom de José Goya y Muniain